# Old Croatian Sighthound
Il vecchio levriero croato (in croato hrti 'levriero'), noto anche come il vecchio levriero bosniaco, è una razza di levriero estinta proveniente dalla regione balcanica della Bosnia-Erzegovina e della Croazia.

## Storia
Si sostiene che il vecchio levriero croato discendesse dai levrieri allevati dai Celti; esso assomigliava molto alle immagini dei cani sulle monete celtiche del V secolo a.C., per questo motivo si crede che sia strettamente correlato al levriero, che fu introdotto in Gran Bretagna dai Celti.
Descrizioni della razza nei Balcani sono state trovate negli scritti dei frati del XIII e XIV secolo d.C.
Il vecchio levriero croato era quasi identico al levriero anche se leggermente più piccolo, con altezza di 60 e 70 centimetri (24 e 28 in) femmine da 5 fino a 10 centimetri (2,0 fino a 3,9 in) meno.
La razza aveva un pelo corto ed era prevalentemente bianca con macchie nere, marroni, rosse o gialle. Tradizionalmente la razza era allevata per il coursing, prevalentemente per la caccia alla lepre, che catturava e la riportava al cacciatore.
La razza non ha mai ricevuto il riconoscimento da alcun kennel club e ha sofferto molto sotto l'ex Jugoslavia, il governo della Jugoslavia ha vietato il coursing con i levrieri e inoltre ha vietato ai cacciatori di possedere cani senza registrazione del kennel club.
All'inizio degli anni '80, alcuni esemplari rimasti sono stati trovati a Orašje e nei villaggi circostanti; una coppia fu portata alla Scuola di Medicina Veterinaria di Zagabria nella speranza di iniziare un programma di allevamento ma, alla fine, il programma fallì; si ritiene che la razza si sia estinta nel 1995.